# Энряку (нэнго)
Энряку (яп. 延暦 энряку, продолженный календарь) — девиз правления (нэнго) японского императора Камму с 782 по 806 год .

## Продолжительность
Начало и конец эры:
- 19-й день 8-й луны 2-го года Тэнъо (по юлианскому календарю — 30 сентября 782 года);
- 18-й день 5-й луны 25-го года Энряку (по юлианскому календарю — 8 июня 806 года).

## Происхождение
Название нэнго было заимствовано из 26-го цзюаня классического древнекитайского сочинения «Цюнь шу чжи яо» (кит. 群書治要, пиньинь Qún shū zhì yào, буквально: «Разные книги о сути управления»):「民詠徳政、則延期過歴」.

## События
- 782 год (1-й год Энряку) — восстание под предводительством Хиками-но Кавацугу (яп. 氷上川継の乱);
- 782 год (6-я луна 1-го года Энряку) — садайдзин Фудзивара-но Уона был снят со своего поста и выслан в Кюсю. Некоторое время спустя император позволил ему вернуться в столицу, где он и умер. Одновременно Фудзивара-но Тамаро получил должность удайдзина. В течение того времени, когда должности садайдзина и удайдзина были незаняты, их обязанности взяли на себя главные советники (дайнагоны) и император Японии[6];
- 783 год (3-я луна 3-го года Энряку) — удайдзин Фудзивара-но Тамаро умер в возрасте 62 лет[6];
- 783 год (7-я луна 3-го года Энряку) — Фудзивара-но Корэкими стал новым удайдзином[6];
- 784 год (3-й год Энряку) — перенос столицы из Хэйдзё-кё (современный город Нара) в Нагаокакё (совр. Нагаока);
- 785 год (4-й год Энряку) — убийство Фудзивары Танэцугу во время строительства дворца в Нагаоке;
- 788 год (7-й год Энряку) — основание монастыря Энряку-дзи монахом Сайтё[7];
- 17 декабря 794 года (21-й день 10-го месяца 13-го года Энряку) — перенос столицы из Нагаокакё в Хэйан-кё (современный город Киото)[7];
- 796 год (15-й год Энряку) — введены в обращение новые медные монеты[8];
- 797 год (16-й год Энряку) — завоевание сёгуном Саканоуэ-но Тамурамаро народов эдзо региона Тохоку. На завоёванных землях была построена крепость Исава и административный центр Тиндзюфу;
- 797 год (16-й год Энряку) — завершено составление хроники «Сёку нихонги»;
- 800-802 год (19-й — 21-й год Энряку) — извержение вулкана Фудзи;
- 804 год (23-й год Энряку) — путешествие монахов Сайтё и Кукая в китайскую империю Тан;
- 806 год (25-й год Энряку) — смерть императора Камму.

## Сравнительная таблица
Ниже представлена таблица соответствия японского традиционного и европейского летосчисления. В скобках к номеру года японской эры указано название соответствующего года из 60-летнего цикла китайской системы гань-чжи. Японские месяцы традиционно названы лунами.
| 1-й год Энряку (Водяная Собака)        | 1-я луна       | 1-я луна (високосная)  | 2-я луна* | 3-я луна              | 4-я луна  | 5-я луна*              | 6-я луна              | 7-я луна*             | 8-я луна*   | 9-я луна               | 10-я луна*             | 11-я луна                | 12-я луна*    |
| -------------------------------------- | -------------- | ---------------------- | --------- | --------------------- | --------- | ---------------------- | --------------------- | --------------------- | ----------- | ---------------------- | ---------------------- | ------------------------ | ------------- |
| Юлианский календарь                    | 18 января 782  | 17 февраля             | 19 марта  | 17 апреля             | 17 мая    | 16 июня                | 15 июля               | 14 августа            | 12 сентября | 11 октября             | 10 ноября              | 9 декабря                | 8 января 783  |
| 2-й год Энряку (Водяная Свинья)        | 1-я луна       | 2-я луна               | 3-я луна* | 4-я луна              | 5-я луна* | 6-я луна               | 7-я луна              | 8-я луна*             | 9-я луна    | 10-я луна*             | 11-я луна*             | 12-я луна                |               |
| Юлианский календарь                    | 6 февраля 783  | 8 марта                | 7 апреля  | 6 мая                 | 5 июня    | 4 июля                 | 3 августа             | 2 сентября            | 1 октября   | 31 октября             | 29 ноября              | 28 декабря               |               |
| 3-й год Энряку (Деревянная Крыса)      | 1-я луна*      | 2-я луна               | 3-я луна* | 4-я луна              | 5-я луна* | 6-я луна               | 7-я луна              | 8-я луна*             | 9-я луна    | 9-я луна* (високосная) | 10-я луна              | 11-я луна                | 12-я луна*    |
| Юлианский календарь                    | 27 января 784  | 25 февраля             | 26 марта  | 24 апреля             | 24 мая    | 22 июня                | 22 июля               | 21 августа            | 19 сентября | 19 октября             | 17 ноября              | 17 декабря               | 16 января 785 |
| 4-й год Энряку (Деревянный Бык)        | 1-я луна*      | 2-я луна               | 3-я луна* | 4-я луна              | 5-я луна* | 6-я луна               | 7-я луна*             | 8-я луна              | 9-я луна    | 10-я луна              | 11-я луна*             | 12-я луна                |               |
| Юлианский календарь                    | 14 февраля 785 | 15 марта               | 14 апреля | 13 мая                | 12 июня   | 11 июля                | 10 августа            | 8 сентября            | 8 октября   | 7 ноября               | 7 декабря              | 5 января 786             |               |
| 5-й год Энряку (Огненный Тигр)         | 1-я луна*      | 2-я луна*              | 3-я луна  | 4-я луна*             | 5-я луна  | 6-я луна*              | 7-я луна*             | 8-я луна              | 9-я луна    | 10-я луна*             | 11-я луна              | 12-я луна                |               |
| Юлианский календарь                    | 4 февраля 786  | 5 марта                | 3 апреля  | 3 мая                 | 1 июня    | 1 июля                 | 30 июля               | 28 августа            | 27 сентября | 27 октября             | 25 ноября              | 25 декабря               |               |
| 6-й год Энряку (Огненный Кролик)       | 1-я луна       | 2-я луна*              | 3-я луна  | 4-я луна*             | 5-я луна* | 5-я луна* (високосная) | 6-я луна              | 7-я луна*             | 8-я луна    | 9-я луна*              | 10-я луна              | 11-я луна                | 12-я луна     |
| Юлианский календарь                    | 24 января 787  | 23 февраля             | 24 марта  | 23 апреля             | 22 мая    | 20 июня                | 19 июля               | 18 августа            | 16 сентября | 16 октября             | 14 ноября              | 14 декабря               | 13 января 788 |
| 7-й год Энряку (Земляной Дракон)       | 1-я луна*      | 2-я луна               | 3-я луна* | 4-я луна              | 5-я луна* | 6-я луна*              | 7-я луна              | 8-я луна*             | 9-я луна    | 10-я луна*             | 11-я луна              | 12-я луна                |               |
| Юлианский календарь                    | 12 февраля 788 | 12 марта               | 11 апреля | 10 мая                | 9 июня    | 8 июля                 | 6 августа             | 5 сентября            | 4 октября   | 3 ноября               | 2 декабря              | 1 января 789             |               |
| 8-й год Энряку (Земляная Змея)         | 1-я луна       | 2-я луна*              | 3-я луна  | 4-я луна*             | 5-я луна  | 6-я луна*              | 7-я луна*             | 8-я луна              | 9-я луна*   | 10-я луна              | 11-я луна*             | 12-я луна                |               |
| Юлианский календарь                    | 31 января 789  | 2 марта                | 31 марта  | 30 апреля             | 29 мая    | 28 июня                | 27 июля               | 25 августа            | 24 сентября | 23 октября             | 22 ноября              | 21 декабря               |               |
| 9-й год Энряку (Металлическая Лошадь)  | 1-я луна       | 2-я луна               | 3-я луна* | 3-я луна (високосная) | 4-я луна* | 5-я луна               | 6-я луна*             | 7-я луна              | 8-я луна*   | 9-я луна*              | 10-я луна              | 11-я луна*               | 12-я луна     |
| Юлианский календарь                    | 20 января 790  | 19 февраля             | 21 марта  | 19 апреля             | 19 мая    | 17 июня                | 17 июля               | 15 августа            | 14 сентября | 13 октября             | 11 ноября              | 11 декабря               | 9 января 791  |
| 10-й год Энряку (Металлическая Коза)   | 1-я луна*      | 2-я луна               | 3-я луна  | 4-я луна              | 5-я луна* | 6-я луна               | 7-я луна*             | 8-я луна*             | 9-я луна    | 10-я луна*             | 11-я луна              | 12-я луна*               |               |
| Юлианский календарь                    | 8 февраля 791  | 9 марта                | 8 апреля  | 8 мая                 | 7 июня    | 6 июля                 | 5 августа             | 3 сентября            | 2 октября   | 1 ноября               | 30 ноября              | 30 декабря               |               |
| 11-й год Энряку (Водяная Обезьяна)     | 1-я луна       | 2-я луна               | 3-я луна* | 4-я луна*             | 5-я луна  | 6-я луна               | 7-я луна*             | 8-я луна              | 9-я луна    | 10-я луна*             | 11-я луна              | 11-я луна (високосная) * | 12-я луна*    |
| Юлианский календарь                    | 28 января 792  | 27 февраля             | 28 марта  | 26 апреля             | 25 мая    | 24 июня                | 24 июля               | 22 августа            | 21 сентября | 21 октября             | 19 ноября              | 19 декабря               | 17 января 793 |
| 12-й год Энряку (Водяной Петух)        | 1-я луна       | 2-я луна*              | 3-я луна  | 4-я луна*             | 5-я луна  | 6-я луна*              | 7-я луна              | 8-я луна              | 9-я луна*   | 10-я луна              | 11-я луна*             | 12-я луна                |               |
| Юлианский календарь                    | 15 февраля 793 | 17 марта               | 15 апреля | 15 мая                | 13 июня   | 13 июля                | 11 августа            | 10 сентября           | 10 октября  | 8 ноября               | 8 декабря              | 6 января 794             |               |
| 13-й год Энряку (Деревянная Собака)    | 1-я луна*      | 2-я луна               | 3-я луна* | 4-я луна*             | 5-я луна  | 6-я луна*              | 7-я луна              | 8-я луна              | 9-я луна*   | 10-я луна              | 11-я луна              | 12-я луна                |               |
| Юлианский календарь                    | 5 февраля 794  | 6 марта                | 5 апреля  | 4 мая                 | 2 июня    | 2 июля                 | 31 июля               | 30 августа            | 29 сентября | 28 октября             | 27 ноября              | 27 декабря               |               |
| 14-й год Энряку (Деревянная Свинья)    | 1-я луна*      | 2-я луна*              | 3-я луна  | 4-я луна*             | 5-я луна* | 6-я луна               | 7-я луна*             | 7-я луна (високосная) | 8-я луна    | 9-я луна*              | 10-я луна              | 11-я луна                | 12-я луна     |
| Юлианский календарь                    | 26 января 795  | 24 февраля             | 25 марта  | 24 апреля             | 23 мая    | 21 июня                | 21 июля               | 19 августа            | 18 сентября | 18 октября             | 16 ноября              | 16 декабря               | 15 января 796 |
| 15-й год Энряку (Огненная Крыса)       | 1-я луна*      | 2-я луна*              | 3-я луна  | 4-я луна*             | 5-я луна* | 6-я луна               | 7-я луна*             | 8-я луна              | 9-я луна*   | 10-я луна              | 11-я луна              | 12-я луна                |               |
| Юлианский календарь                    | 14 февраля 796 | 14 марта               | 12 апреля | 12 мая                | 10 июня   | 9 июля                 | 8 августа             | 6 сентября            | 6 октября   | 4 ноября               | 4 декабря              | 3 января 797             |               |
| 16-й год Энряку (Огненный Бык)         | 1-я луна*      | 2-я луна               | 3-я луна* | 4-я луна              | 5-я луна* | 6-я луна*              | 7-я луна              | 8-я луна*             | 9-я луна    | 10-я луна*             | 11-я луна              | 12-я луна                |               |
| Юлианский календарь                    | 2 февраля 797  | 3 марта                | 2 апреля  | 1 мая                 | 31 мая    | 29 июня                | 28 июля               | 27 августа            | 25 сентября | 25 октября             | 23 ноября              | 23 декабря               |               |
| 17-й год Энряку (Земляной Тигр)        | 1-я луна       | 2-я луна*              | 3-я луна  | 4-я луна*             | 5-я луна  | 5-я луна* (високосная) | 6-я луна*             | 7-я луна              | 8-я луна*   | 9-я луна*              | 10-я луна              | 11-я луна                | 12-я луна     |
| Юлианский календарь                    | 22 января 798  | 21 февраля             | 22 марта  | 21 апреля             | 20 мая    | 19 июня                | 18 июля               | 16 августа            | 15 сентября | 14 октября             | 12 ноября              | 12 декабря               | 11 января 799 |
| 18-й год Энряку (Земляной Кролик)      | 1-я луна*      | 2-я луна               | 3-я луна  | 4-я луна*             | 5-я луна  | 6-я луна*              | 7-я луна*             | 8-я луна              | 9-я луна*   | 10-я луна              | 11-я луна*             | 12-я луна                |               |
| Юлианский календарь                    | 10 февраля 799 | 11 марта               | 10 апреля | 10 мая                | 8 июня    | 8 июля                 | 6 августа             | 4 сентября            | 4 октября   | 2 ноября               | 2 декабря              | 31 декабря               |               |
| 19-й год Энряку (Металлический Дракон) | 1-я луна*      | 2-я луна               | 3-я луна  | 4-я луна*             | 5-я луна  | 6-я луна*              | 7-я луна              | 8-я луна*             | 9-я луна    | 10-я луна*             | 11-я луна              | 12-я луна*               |               |
| Юлианский календарь                    | 30 января 800  | 28 февраля             | 29 марта  | 28 апреля             | 27 мая    | 26 июня                | 25 июля               | 24 августа            | 22 сентября | 22 октября             | 20 ноября              | 20 декабря               |               |
| 20-й год Энряку (Металлическая Змея)   | 1-я луна       | 1-я луна* (високосная) | 2-я луна  | 3-я луна*             | 4-я луна  | 5-я луна*              | 6-я луна              | 7-я луна              | 8-я луна*   | 9-я луна               | 10-я луна*             | 11-я луна                | 12-я луна*    |
| Юлианский календарь                    | 18 января 801  | 17 февраля             | 18 марта  | 17 апреля             | 16 мая    | 15 июня                | 14 июля               | 13 августа            | 12 сентября | 11 октября             | 10 ноября              | 9 декабря                | 8 января 802  |
| 21-й год Энряку (Водяная Лошадь)       | 1-я луна       | 2-я луна*              | 3-я луна* | 4-я луна              | 5-я луна  | 6-я луна*              | 7-я луна              | 8-я луна              | 9-я луна*   | 10-я луна              | 11-я луна*             | 12-я луна                |               |
| Юлианский календарь                    | 6 февраля 802  | 8 марта                | 6 апреля  | 5 мая                 | 4 июня    | 4 июля                 | 2 августа             | 1 сентября            | 1 октября   | 30 октября             | 29 ноября              | 28 декабря               |               |
| 22-й год Энряку (Водяная Коза)         | 1-я луна*      | 2-я луна               | 3-я луна* | 4-я луна*             | 5-я луна  | 6-я луна*              | 7-я луна              | 8-я луна              | 9-я луна*   | 10-я луна              | 10-я луна (високосная) | 11-я луна*               | 12-я луна     |
| Юлианский календарь                    | 27 января 803  | 25 февраля             | 27 марта  | 25 апреля             | 24 мая    | 23 июня                | 22 июля               | 21 августа            | 20 сентября | 19 октября             | 18 ноября              | 18 декабря               | 16 января 804 |
| 23-й год Энряку (Деревянная Обезьяна)  | 1-я луна*      | 2-я луна               | 3-я луна* | 4-я луна*             | 5-я луна  | 6-я луна*              | 7-я луна              | 8-я луна*             | 9-я луна    | 10-я луна              | 11-я луна              | 12-я луна*               |               |
| Юлианский календарь                    | 15 февраля 804 | 15 марта               | 14 апреля | 13 мая                | 11 июня   | 11 июля                | 9 августа             | 8 сентября            | 7 октября   | 6 ноября               | 6 декабря              | 5 января 805             |               |
| 24-й год Энряку (Деревянный Петух)     | 1-я луна       | 2-я луна*              | 3-я луна  | 4-я луна*             | 5-я луна* | 6-я луна               | 7-я луна*             | 8-я луна*             | 9-я луна    | 10-я луна              | 11-я луна              | 12-я луна                |               |
| Юлианский календарь                    | 3 февраля 805  | 5 марта                | 3 апреля  | 3 мая                 | 1 июня    | 30 июня                | 30 июля               | 28 августа            | 26 сентября | 26 октября             | 25 ноября              | 25 декабря               |               |
| 25-й год Энряку (Огненная Собака)      | 1-я луна*      | 2-я луна               | 3-я луна* | 4-я луна              | 5-я луна* | 6-я луна*              | 6-я луна (високосная) | 7-я луна*             | 8-я луна*   | 9-я луна               | 10-я луна              | 11-я луна                | 12-я луна     |
| Юлианский календарь                    | 24 января 806  | 22 февраля             | 24 марта  | 22 апреля             | 22 мая    | 20 июня                | 19 июля               | 18 августа            | 16 сентября | 15 октября             | 14 ноября              | 14 декабря               | 13 января 807 |

* звёздочкой отмечены короткие месяцы (луны) продолжительностью 29 дней. Остальные месяцы длятся 30 дней.